# 2022 w filmie
Wydarzenia filmowe w 2022 roku.

2022 w filmie to 134. rok w historii kinematografii.

## Wydarzenia
- 9 stycznia – 79. ceremonia wręczenia Złotych Globów[1]
- 10–20 lutego – 72. Międzynarodowy Festiwal Filmowy w Berlinie[2]
- 25 lutego – 47. ceremonia wręczenia Cezarów[3]
- 6 marca – 37. ceremonia wręczenia Independent Spirit Awards[4]
- 13 marca – 75. ceremonia wręczenia nagród Brytyjskiej Akademii Filmowej[5]
- 26 marca – 42. rozdanie nagród Złotych Malin[6]
- 27 marca – 94. ceremonia wręczenia Oscarów[7][8]
- 17–28 maja – 75. Międzynarodowy Festiwal Filmowy w Cannes[9]
- 31 sierpnia–10 września – 79. Międzynarodowy Festiwal Filmowy w Wenecji[10]
- 12–17 września – 47. Festiwal Polskich Filmów Fabularnych w Gdyni
- 10 grudnia – 35. ceremonia wręczenia Europejskich Nagród Filmowych[11]

## Premiery kinowe
| Miesiąc     | Data                 | Tytuł                                          | Kraj pochodzenia  | Reżyseria                             |
| ----------- | -------------------- | ---------------------------------------------- | ----------------- | ------------------------------------- |
| STYCZEŃ     | 5 stycznia 2022      | King’s Man: Pierwsza misja                     | Wielka Brytania   | Matthew Vaughn                        |
| STYCZEŃ     | 7 stycznia 2022      | 355                                            | Stany Zjednoczone | Simon Kinberg                         |
| STYCZEŃ     | 7 stycznia 2022      | Benedetta                                      | Francja           | Paul Verhoeven                        |
| STYCZEŃ     | 7 stycznia 2022      | Koniec świata, czyli kogel-mogel 4             | Polska            | Anna Wieczur-Bluszcz                  |
| STYCZEŃ     | 14 stycznia 2022     | Hotel Transylwania: Transformania              | Stany Zjednoczone | Derek Drymon i Jennifer Kluska        |
| STYCZEŃ     | 14 stycznia 2022     | Krzyk                                          | Stany Zjednoczone | Matt Bettinelli-Olpin i Tyler Gillett |
| STYCZEŃ     | 14 stycznia 2022     | Titane                                         | Francja           | Julia Ducournau                       |
| STYCZEŃ     | 21 stycznia 2022     | Amandla                                        | Południowa Afryka | Nerina De Jager                       |
| STYCZEŃ     | 21 stycznia 2022     | C’mon C’mon                                    | Stany Zjednoczone | Mike Mills                            |
| STYCZEŃ     | 21 stycznia 2022     | Hazardzista                                    | Stany Zjednoczone | Paul Schrader                         |
| STYCZEŃ     | 21 stycznia 2022     | Sing 2                                         | Stany Zjednoczone | Garth Jennings                        |
| STYCZEŃ     | 28 stycznia 2022     | 8 rzeczy, których nie wiecie o facetach        | Polska            | Sylwester Jakimow                     |
| STYCZEŃ     | 28 stycznia 2022     | Oskarżony                                      | Francja           | Yvan Attal                            |
| STYCZEŃ     | 28 stycznia 2022     | Wszystko poszło dobrze                         | Francja           | François Ozon                         |
| STYCZEŃ     | 28 stycznia 2022     | Zaułek koszmarów                               | Stany Zjednoczone | Guillermo del Toro                    |
| LUTY        | 3 lutego 2022        | Wunderschön                                    | Niemcy            | Karoline Herfurth                     |
| LUTY        | 4 lutego 2022        | Miłość, seks & pandemia                        | Polska            | Patryk Vega                           |
| LUTY        | 4 lutego 2022        | Moonfall                                       | Stany Zjednoczone | Roland Emmerich                       |
| LUTY        | 4 lutego 2022        | Oczy Tammy Faye                                | Stany Zjednoczone | Michael Showalter                     |
| LUTY        | 10 lutego 2022       | Kimi                                           | Stany Zjednoczone | Steven Soderbergh                     |
| LUTY        | 11 lutego 2022       | Krime Story. Love Story                        | Polska            | Michał Węgrzyn                        |
| LUTY        | 11 lutego 2022       | Śmierć na Nilu                                 | Wielka Brytania   | Kenneth Branagh                       |
| LUTY        | 11 lutego 2022       | Wyjdź za mnie                                  | Stany Zjednoczone | Kat Coiro                             |
| LUTY        | 18 lutego 2022       | Matki równoległe                               | Hiszpania         | Pedro Almodóvar                       |
| LUTY        | 18 lutego 2022       | Uncharted                                      | Stany Zjednoczone | Ruben Fleischer                       |
| LUTY        | 25 lutego 2022       | Belfast                                        | Wielka Brytania   | Kenneth Branagh                       |
| LUTY        | 25 lutego 2022       | W pętli ryzyka i fantazji                      | Japonia           | Ryūsuke Hamaguchi                     |
| MARZEC      | 4 marca 2022         | Batman                                         | Stany Zjednoczone | Matt Reeves                           |
| MARZEC      | 4 marca 2022         | Córka                                          | Stany Zjednoczone | Maggie Gyllenhaal                     |
| MARZEC      | 4 marca 2022         | Cyrano                                         | Wielka Brytania   | Joe Wright                            |
| MARZEC      | 4 marca 2022         | Jedenaste: znaj sąsiada swego                  | Niemcy            | Daniel Brühl                          |
| MARZEC      | 11 marca 2022        | Drive My Car                                   | Japonia           | Ryūsuke Hamaguchi                     |
| MARZEC      | 11 marca 2022        | Najgorszy człowiek na świecie                  | Norwegia          | Joachim Trier                         |
| MARZEC      | 11 marca 2022        | Red Rocket                                     | Stany Zjednoczone | Sean Baker                            |
| MARZEC      | 11 marca 2022        | To nie wypanda                                 | Stany Zjednoczone | Domee Shi                             |
| MARZEC      | 18 marca 2022        | Animal                                         | Francja           | Cyril Dion                            |
| MARZEC      | 18 marca 2022        | Historia mojej żony                            | Węgry             | Ildikó Enyedi                         |
| MARZEC      | 18 marca 2022        | Inni ludzie                                    | Polska            | Aleksandra Terpińska                  |
| MARZEC      | 18 marca 2022        | Przeżyć                                        | Dania             | Jonas Poher Rasmussen                 |
| MARZEC      | 25 marca 2022        | Wielka wolność                                 | Austria           | Sebastian Meise                       |
| MARZEC      | 25 marca 2022        | Wszystko wszędzie naraz                        | Stany Zjednoczone | Daniel Kwan i Daniel Scheinert        |
| KWIECIEŃ    | 1 kwietnia 2022      | Belle                                          | Japonia           | Mamoru Hosoda                         |
| KWIECIEŃ    | 1 kwietnia 2022      | Fabian albo świat schodzi na psy               | Niemcy            | Dominik Graf                          |
| KWIECIEŃ    | 1 kwietnia 2022      | Morbius                                        | Stany Zjednoczone | Daniel Espinosa                       |
| KWIECIEŃ    | 7 kwietnia 2022      | Fantastyczne zwierzęta: Tajemnice Dumbledore’a | Wielka Brytania   | David Yates                           |
| KWIECIEŃ    | 8 kwietnia 2022      | Agent specjalny: Misja Afryka                  | Francja           | Nicolas Bedos                         |
| KWIECIEŃ    | 8 kwietnia 2022      | Film balkonowy                                 | Polska            | Paweł Łoziński                        |
| KWIECIEŃ    | 8 kwietnia 2022      | Lingui                                         | Czad              | Mahamat Saleh Haroun                  |
| KWIECIEŃ    | 8 kwietnia 2022      | Sonic 2. Szybki jak błyskawica                 | Stany Zjednoczone | Jeff Fowler                           |
| KWIECIEŃ    | 22 kwietnia 2022     | Gdzie jest Anne Frank                          | Izrael            | Ari Folman                            |
| KWIECIEŃ    | 22 kwietnia 2022     | Memoria                                        | Tajlandia         | Apichatpong Weerasethakul             |
| KWIECIEŃ    | 22 kwietnia 2022     | W świetle dnia                                 | Węgry             | Dénes Nagy                            |
| KWIECIEŃ    | 22 kwietnia 2022     | Wiking                                         | Stany Zjednoczone | Robert Eggers                         |
| KWIECIEŃ    | 29 kwietnia 2022     | X                                              | Stany Zjednoczone | Ti West                               |
| MAJ         | 6 maja 2022          | Doktor Strange w multiwersum obłędu            | Stany Zjednoczone | Sam Raimi                             |
| MAJ         | 6 maja 2022          | Fucking Bornholm                               | Polska            | Anna Kazejak                          |
| MAJ         | 6 maja 2022          | Trzy piętra                                    | Włochy            | Nanni Moretti                         |
| MAJ         | 13 maja 2022         | Boscy                                          | Argentyna         | Mariano Cohn i Gastón Duprat          |
| MAJ         | 13 maja 2022         | Rytmy Casablanki                               | Maroko            | Nabil Ayouch                          |
| MAJ         | 20 maja 2022         | Książę                                         | Wielka Brytania   | Roger Michell                         |
| MAJ         | 20 maja 2022         | Mała mama                                      | Francja           | Céline Sciamma                        |
| MAJ         | 27 maja 2022         | Chiara                                         | Włochy            | Jonas Carpignano                      |
| MAJ         | 27 maja 2022         | Infinite Storm                                 | Wielka Brytania   | Małgorzata Szumowska i Michał Englert |
| MAJ         | 27 maja 2022         | Top Gun: Maverick                              | Stany Zjednoczone | Joseph Kosinski                       |
| CZERWIEC    | 10 czerwca 2022      | Jurassic World: Dominion                       | Stany Zjednoczone | Colin Trevorrow                       |
| CZERWIEC    | 17 czerwca 2022      | Buzz Astral                                    | Stany Zjednoczone | Angus MacLane                         |
| CZERWIEC    | 24 czerwca 2022      | Elvis                                          | Stany Zjednoczone | Baz Luhrmann                          |
| CZERWIEC    | 24 czerwca 2022      | Kolano Ahed                                    | Izrael            | Nadaw Lapid                           |
| CZERWIEC    | 24 czerwca 2022      | Paryż, 13. dzielnica                           | Francja           | Jacques Audiard                       |
| LIPIEC      | 1 lipca 2022         | Minionki: Wejście Gru                          | Stany Zjednoczone | Kyle Balda                            |
| LIPIEC      | 1 lipca 2022         | Yang                                           | Stany Zjednoczone | Kogonada                              |
| LIPIEC      | 8 lipca 2022         | Thor: Miłość i grom                            | Stany Zjednoczone | Taika Waititi                         |
| LIPIEC      | 15 lipca 2022        | Powodzenia, Leo Grande                         | Wielka Brytania   | Sophie Hyde                           |
| LIPIEC      | 22 lipca 2022        | Zbrodnie przyszłości                           | Kanada            | David Cronenberg                      |
| LIPIEC      | 29 lipca 2022        | Niewiniątka                                    | Norwegia          | Eskil Vogt                            |
| SIERPIEŃ    | 5 sierpnia 2022      | Biegacz, dziwka, Arab, mąż                     | Francja           | Alain Guiraudie                       |
| SIERPIEŃ    | 5 sierpnia 2022      | Stracone złudzenia                             | Francja           | Xavier Giannoli                       |
| SIERPIEŃ    | 19 sierpnia 2022     | Gdzie śpiewają raki                            | Stany Zjednoczone | Olivia Newman                         |
| SIERPIEŃ    | 19 sierpnia 2022     | Ninjababy                                      | Norwegia          | Yngvild Sve Flikke                    |
| SIERPIEŃ    | 19 sierpnia 2022     | Notre-Dame płonie                              | Francja           | Jean-Jacques Annaud                   |
| SIERPIEŃ    | 19 sierpnia 2022     | Wulkan miłości                                 | Kanada            | Sara Dosa                             |
| WRZESIEŃ    | 9 września 2022      | Trzy tysiące lat tęsknoty                      | Australia         | George Miller                         |
| WRZESIEŃ    | 16 września 2022     | Niewierna                                      | Francja           | Claire Denis                          |
| WRZESIEŃ    | 16 września 2022     | Patrz jak kręcą                                | Wielka Brytania   | Tom George                            |
| WRZESIEŃ    | 16 września 2022     | Vortex                                         | Francja           | Gaspar Noé                            |
| WRZESIEŃ    | 23 września 2022     | Johnny                                         | Polska            | Daniel Jaroszek                       |
| WRZESIEŃ    | 23 września 2022     | Nie martw się, kochanie                        | Stany Zjednoczone | Olivia Wilde                          |
| WRZESIEŃ    | 30 września 2022     | IO                                             | Polska            | Jerzy Skolimowski                     |
| PAŹDZIERNIK | 7 października 2022  | Miłość na pierwszą stronę                      | Polska            | Maria Sadowska                        |
| PAŹDZIERNIK | 7 października 2022  | Paryż pani Harris                              | Wielka Brytania   | Anthony Fabian                        |
| PAŹDZIERNIK | 7 października 2022  | Pasażerowie nocy                               | Francja           | Mikhaël Hers                          |
| PAŹDZIERNIK | 14 października 2022 | Alcarràs                                       | Hiszpania         | Carla Simón                           |
| PAŹDZIERNIK | 14 października 2022 | Amsterdam                                      | Stany Zjednoczone | David O. Russell                      |
| PAŹDZIERNIK | 14 października 2022 | Na Zachodzie bez zmian                         | Niemcy            | Edward Berger                         |
| PAŹDZIERNIK | 14 października 2022 | Pamiętnik przelotnego romansu                  | Francja           | Emmanuel Mouret                       |
| PAŹDZIERNIK | 14 października 2022 | Ukryty klejnot                                 | Meksyk            | Natalia López Gallardo                |
| PAŹDZIERNIK | 21 października 2022 | Black Adam                                     | Stany Zjednoczone | Jaume Collet-Serra                    |
| PAŹDZIERNIK | 21 października 2022 | Silent Twins                                   | Polska            | Agnieszka Smoczyńska                  |
| PAŹDZIERNIK | 28 października 2022 | Zdarzyło się                                   | Francja           | Audrey Diwan                          |
| LISTOPAD    | 4 listopada 2022     | Bohater                                        |                   | Asghar Farhadi                        |
| LISTOPAD    | 4 listopada 2022     | Klondike                                       | Ukraina           | Maryna Er Horbacz                     |
| LISTOPAD    | 11 listopada 2022    | Czarna Pantera: Wakanda w moim sercu           | Stany Zjednoczone | Ryan Coogler                          |
| LISTOPAD    | 11 listopada 2022    | Rimini                                         | Austria           | Ulrich Seidl                          |
| LISTOPAD    | 18 listopada 2022    | Menu                                           | Stany Zjednoczone | Mark Mylod                            |
| LISTOPAD    | 25 listopada 2022    | Do ostatniej kości                             | Stany Zjednoczone | Luca Guadagnino                       |
| LISTOPAD    | 25 listopada 2022    | Jednym głosem                                  | Stany Zjednoczone | Maria Schrader                        |
| LISTOPAD    | 25 listopada 2022    | Moonage Daydream                               | Stany Zjednoczone | Brett Morgen                          |
| LISTOPAD    | 25 listopada 2022    | Na pełny etat                                  | Francja           | Éric Gravel                           |
| LISTOPAD    | 25 listopada 2022    | Strażnicy Galaktyki: Coraz bliżej święta       | Stany Zjednoczone | James Gunn                            |
| GRUDZIEŃ    | 2 grudnia 2022       | Nitram                                         | Australia         | Justin Kurzel                         |
| GRUDZIEŃ    | 9 grudnia 2022       | Piękny poranek                                 | Francja           | Mia Hansen-Løve                       |
| GRUDZIEŃ    | 16 grudnia 2022      | Avatar: Istota wody                            | Stany Zjednoczone | James Cameron                         |
| GRUDZIEŃ    | 30 grudnia 2022      | Fabelmanowie                                   | Stany Zjednoczone | Steven Spielberg                      |